# Bulbophyllum acanthoglossum
Bulbophyllum acanthoglossum är en orkidéart som beskrevs av Rudolf Schlechter. Bulbophyllum acanthoglossum ingår i släktet Bulbophyllum och familjen orkidéer. Inga underarter finns listade i Catalogue of Life.